# Castronno
Castronno är en ort och kommun i provinsen Varese i regionen Lombardiet i Italien. Kommunen hade 5 194 invånare (2018).